# Monte Castellazzo
Monte Castellazzo è un’area archeologica nel comune di Poggioreale, in cui si trovano i resti di un insediamento indigeno dell’età del ferro, uno tra i più importanti della Sicilia occidentale, attribuito alla civiltà Elima.

## Storia e descrizione
Il Monte Castellazzo, posto sul lato orientale dei Monti di Gibellina, è alto 615 metri s.l.m. ed ha una forma tronco-conica. La sommità è costituita da un’ampia piattaforma percettibilmente inclinata verso sud ovest. Sugli altri tre lati è circondato da pendii scoscesi e pareti a precipizio. Alle pendici meridionali insistono i ruderi del vecchio abitato di Poggioreale distrutto dal sisma del 1968. La vetta del monte costituiva una posizione strategica dominante, infatti oltre a controllare il corso del fiume Belice teneva sotto controllo l’antica e importante via di comunicazione tra la città di Selinunte e quella di Segesta.
L’esistenza sul sito di un’area archeologica è nota dal 1876 quando il docente universitario Mons. Vincenzo Di Giovanni suppose, seguendo una tradizione locale, che il luogo era l’ubicazione dell’antica Elima e segnalava i primi rinvenimenti di superficie, oggi dispersi, riguardanti due arule fittili con scene di animali in lotta. L’esistenza del sito ricevette conferma nel 1956 quando fu scoperta casualmente la Pietra di Poggioreale, una notevole epigrafe arcaica in dialetto dorico selinuntino con dedica ad Eracle, identificata da Vincenzo Tusa. Partì quindi una serie di campagne di scavi che in maniera discontinua abbraccia più di quattro decenni e almeno cinque campi di scavo.
Dalle ricerche è emerso che: le origini dell’insediamento è del periodo del Medio Bronzo, XIV-XIII sec. a.C., sebbene ci siano anche tracce di età preistorica risalenti al III millennio a.C.; il maggior sviluppo del centro si ebbe nell'età tardo-arcaica, VI-V sec. a.C.;  per un periodo ci fu contatto col mondo greco coloniale; si verificarono incendi e distruzioni nella prima metà del V secolo; verso la fine dello stesso secolo il sito venne rioccupato per alcuni decenni fino a quando fu abbandonato; seguì una successiva fase molto povera in epoca bizantina; infine, dopo una lunga fase di abbandono, il pianoro inferiore venne in qualche modo frequentato in età arabo-normanna. Si può dire, in estrema sintesi, che gli scavi hanno rivelato una lunga storia dell’insediamento, che si sviluppa attraverso sette fasi o livelli principali di occupazione a loro volta alternati ad altrettante fasi più o meno lunghe di abbandono.

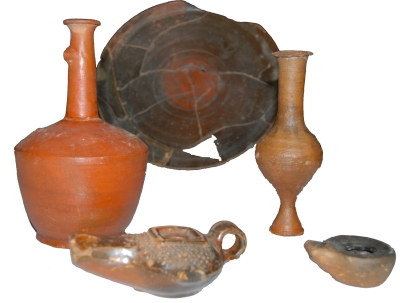
Corredo funebre del territorio di Poggioreale, periodo Elimo

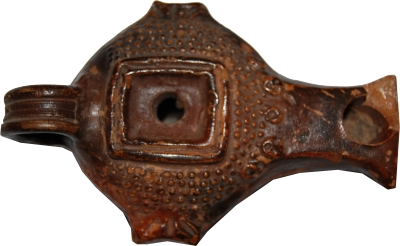
Lampada votiva della Sicilia Arcaica, ceramica impressa del territorio di Poggioreale

Inoltre dagli scavi, succedutisi nei decenni, sono stati portati alla luce i seguenti reperti.
Nel 1967: una dozzina di tombe nella necropoli di Madonna del Carmine, sita alle pendici orientali; la c.d. Casa del muro a telaio, situata nella zona alta a nord ovest in prossimità della cima. Un piccolo edificio a pianta quadrangolare, composto da due vani in parte scavati nella roccia, di epoca VI-V sec. a.C.; la c.d. Area sacra, nella zona bassa dell’abitato al di sotto di un ripido costone ad una quota di 530 metri. Un ampio edificio pluricellulare, la cui destinazione resta tuttora incerta, di epoca VI-V sec. a.C.
Negli anni 1976-1982, con sette campagne di ricerche sistematiche realizzate ad opera di una missione congiunta delle Università del Missouri, Columbia, USA, e di Palermo, sono state individuate: nel campo I, tre fasi di occupazione separate da lunghi periodi di abbandono. La più antica di epoca preistorica, comprende i resti di una grande capanna ovale, provvista all’interno di vari arredi, tra cui una piastra fittile quadripartita, verosimilmente usata come focolare o piano-cottura dell’età del Medio Bronzo, XIV-XIII sec. a.C. Sui resti preistorici fu impiantato in seguito un largo edificio a pianta rettangolare risalente ad età tardo-arcaica, seconda metà VI, inizi V. La fase più recente, di età arabo-normanna è rappresentata da una rozza costruzione monocellulare di forma rettangolare avente muri assai spessi, di minore interesse; nel campo II, situato nella zona più bassa, la Porta sud, che costituiva l’accesso principale della città. Sul lato a monte era fiancheggiata da un robusto muro in opera quadrata, che rivestiva il taglio nella roccia. All’interno si apriva una piazzola a cielo aperto, anch’essa incassata nella roccia, delimitata da muri di rivestimento e provvista di un pozzo, di panchine e di canalette per lo scolo delle acque. La Porta sud venne incendiata e distrutta nella prima metà del V secolo. Più tardi, verso la fine dello stesso secolo, venne rioccupata per alcuni decenni fino a quando il sito fu abbandonato; nel campo III, distante circa 70 metri a est della Porta sud, si individuarono tracce di uno stanziamento protostorico più antico. Nella parte centrale si misero in luce i resti frammentari di un impianto capannicolo e di un largo cortile lastricato, con focolare e altre installazioni, delimitato a est da un lungo muro rettilineo di recinzione. A questi resti era associata ceramica indigena ornata dalla tipica decorazione geometrica incisa/impressa e dipinta e ceramica greca di importazione, databile a un periodo compreso tra la fine del VII e la prima metà del VI sec. a.C. che documenta il contatto e di scambio pacifico tra indigeni e coloni, iniziato subito dopo la fondazione di Selinunte.
Negli anni 2008 e 2009 sono stati portati alla luce: nel campo IV, situato nella città bassa lungo il limite sud-sud est del monte, i resti di un edificio di età tardo-arcaica, contenente interessanti reperti di produzione locale e di importazione che attestano stretti contatti fra mondo indigeno e mondo coloniale; nel campo V, situato nella città alta a ridosso della cima, una poderosa costruzione a pianta rettangolare, caratterizzata da alcuni muri a telaio, risalente al VI-V sec. a.C. In entrambi i campi, infine, sono anche emersi contesti più antichi di minore entità.